# Sebastien Grax
Sébastien Grax (Le Creusot, Francia, 23 de junio de 1984), futbolista francés. Juega de delantero y su primer equipo fue AS Monaco.

## Clubes
| Club             | País    | Año        |
| ---------------- | ------- | ---------- |
| AS Monaco        | Francia | 2001-2004  |
| Troyes AC        | Francia | 2004-2006  |
| AS Monaco        | Francia | 2006-2007  |
| FC Sochaux       | Francia | 2007- 2008 |
| AS Saint Etienne | Francia | 2008- 2009 |
| EA Guingamp      | Francia | 2009- 2010 |
| Troyes AC        | Francia | 2010-      |

- Datos: Q60614